# 상곤살루
상곤살루(포르투갈어: São Gonçalo, 포르투갈어 발음: [sɐ̃w ɡõˈsalu])는 브라질 남부 리우데자네이루주(히우지자네이루 주)에 있는 도시이다. 인구는 2006년 기준으로 973,372 명이다.
구아나바라 만을 사이에 두고 리우데자네이루와 마주보며, 니테로이 바로 북쪽에 인접해 있다. 리우데자네이루와 네티로이의 위성도시로, 최근 큰 공장이 들어서면서 인구가 급증하였다. 리우데자네이루 다음가는 주 제2의 도시이며, 브라질에서 16번째로 인구가 많은 도시가 되었다.